# Aleyrodes osmaroniae
Aleyrodes osmaroniae es un hemíptero de la familia Aleyrodidae, con una subfamilia: Aleyrodinae.
Fue descrita científicamente por primera vez por Sampson en 1945.